# The Fisher-Maid
The Fisher-Maid è un cortometraggio muto del 1911 diretto da Thomas H. Ince. Prodotto dalla Independent Moving Pictures e distribuito dalla Motion Picture Distributors and Sales Company, il film aveva come interpreti Mary Pickford e Owen Moore.

## Produzione
Il film fu prodotto dall'Independent Moving Pictures Co. of America (IMP).

## Distribuzione
Il film - un cortometraggio in una bobina - uscì nelle sale statunitensi il 16 marzo 1911, distribuito dalla Motion Picture Distributors and Sales Company.
Non si conoscono copie ancora esistenti della pellicola che viene considerata presumibilmente perduta.